# Echivalent gram

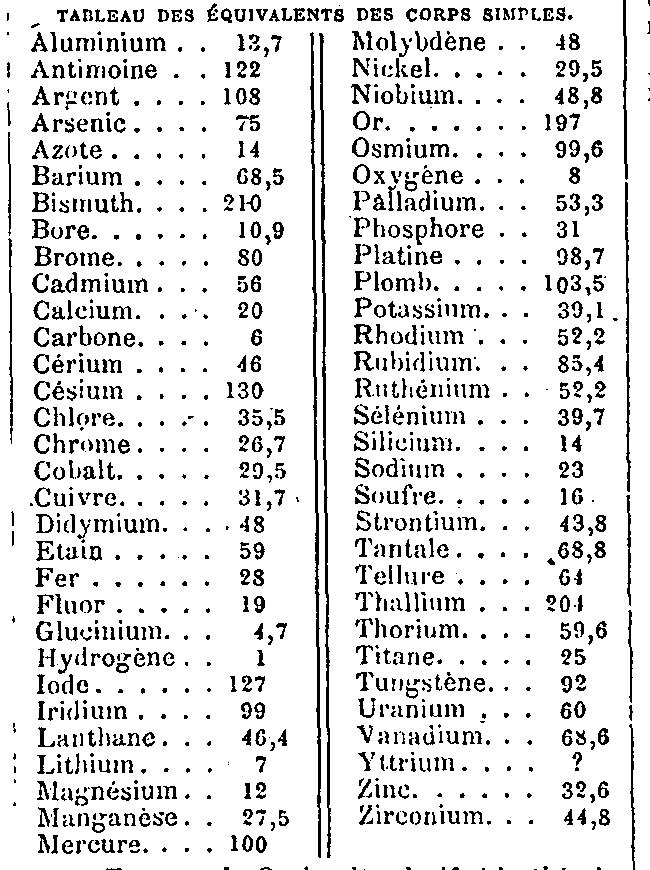
Tabel al maselor echivalente ale elementelor, publicat în 1866.

Echivalentul gram (cunoscut și ca echivalent masă) este un termen ce a fost folosit în diverse contexte în chimie. În cel mai comun sens, este masa unui echivalent chimic, ce reprezintă masa unei substanțe date ce:
- produce sau reacționează cu 1 mol de ioni de hidrogen (H+) într-o reacție acido-bazică.

sau
- produce sau reacționează cu 1 mol de electroni într-o reacție redox.[1]

Echivalentul gram are dimensiunile și unitățile de măsură ale masei, spre deosebire de masa atomică relativă, ce este adimensională. 
Inițial, echivalentele masă se determinau prin experiment, dar acum, în măsura în care mai sunt folosite, sunt derivate din masele molare.